# 厚衣香青
厚衣香青（学名：Anaphalis pachylaena）为菊科香青属的植物，是中国的特有植物。分布于中国大陆的四川等地，生长于海拔3,200米至3,800米的地区，多生长于高山以及亚高山草坡，目前尚未由人工引种栽培。